# Unai García
Unai García Lugea, mer känd som Unai García, född 3 september 1992 i Escároz, är en spansk fotbollsspelare (försvarare) som representerar Osasuna i La Liga.

## Klubbkarriär
Unai García började sin karriär i Osasuna som åttaåring och har efter det tillhört klubben under sin ungdomskarriär och vidare upp till A-laget. I juni 2013 gjorde han sin A-lags- och La Ligadebut då han startade i en match mot Real Madrid, han passade även på att bli varnad. I januari 2015 lånades han ut för resten av säsongen till CD Tudelano för att få speltid. Säsongen efter det fick han fullt förtroende och gjorde sitt första mål som professionell spelare i matchen mot RCD Mallorca den 15 november. Under säsongen 2018/19 blev det tre mål på 37 matcher när CA Osasuna vann Segunda División och tog sig tillbaka till den högsta divisionen. Unai skadade sig allvarligt i maj 2019 men var tillbaka i spel sju månader senare. Hans första La ligamål kom i en förlustmatch mot Real Madrid den 9 februari 2020.

## Meriter
Vinnare av Segunda División 2018/19

## Personligt
Unais bror, Imanol, är också fotbollsspelare (mittfältare) och även han fostrad i CA Osasuna.

### Webbkällor
- Unai García på CA Osasunas webbsida (spanska)
- Unai García på Transfermarket (engelska)